# TROPICAL NIGHT
『TROPICAL NIGHT』（トロピカル・ナイト）は、日本の男性アイドルグループJO1の7枚目のシングル。2023年4月5日にLAPONEエンタテインメントより発売。

## 概要
本作のキャッチコピーは「目標を追いかけた情熱、燃え尽きた青春は美しい。」である。
今作では、すべての情熱を注ぎ尽くしたあとに迎える気だるい夜がイメージされており、没頭したのちに味わう「燃え尽きた代償のような喪失感」と向き合う姿や「青春の過程で感じる痛みの後遺症」が表現された。
リード曲「Tiger（タイガー)」は、今作のムードを象徴する美しくも怪しげでディープな楽曲であり、主人公をトラに例えその心象を描いている。
同曲は2023年3月18日にタイ・バンコクのIMPACT Arena,IMPACT Exhibition Center(インパクトアリーナおよびインパクト・エキシビション・センター)で行われた『KCON 2023 THAILAND』にて初披露され、サブスクリプションサービスにおいても先行配信を開始した。20日にはTBS系の音楽番組『CDTV ライブ!ライブ!』で地上波初披露、そして30日には韓国・Mnetの音楽番組『M COUNTDOWN』で韓国語バージョンを披露。
2023年にデジタルシングルとしてリリースされた木全翔也出演ドラマ『しょうもない僕らの恋愛論』主題歌の「We Good」、鶴房汐恩主演ドラマ『ブルーバースデー』主題歌の「Romance」を含む全6曲が形態別に収録されている。
収録楽曲『Trigger』は『第65回日本レコード大賞』で優秀作品賞を受賞した。

## 収録曲

### 初回限定盤A
CD+DVD（特典映像：JO1の情熱 〜熱中編〜)
1. Tiger  (03:05)
作詞：Ellie Love、STAINBOYS、NU'MAKER、Asher Postman
作曲：Asher Postman、Hautboi Rich
編曲：Asher Postman
振付：
2. Comma, (03:07)
作詞：Hohyun JUNG (e.one)、Moriwaka Kaori
作曲：Hohyun JUNG (e.one)
編曲：Hohyun JUNG (e.one)
振付：
3. Forever Here (03:35)
作詞：SEION、Ellie Love、Daiki Inuzuka
作曲：Minyoung Lee (1by1)、SEION、coldcow (1by1)
編曲：1by1
振付：川尻蓮
4. We Good (03:03)
作詞：Moon Kim、T2、K2、Anna Kusakawa[19]、HASEGAWA、Yano Mion
作曲：RHeaT、SUA、Moon Kim
編曲：SUA、RHeaT
振付：

### 初回限定盤B
CD+DVD（特典映像：JO1の情熱 〜思い出編〜)
1. Tiger (03:05)
2. Comma, (03:07)
3. Trigger (03:05)
作詞：Bicksancho (YummyTONE)、Mospick、Ellie Love
作曲：Bicksancho (YummyTONE)、Mospick
編曲：Bicksancho (YummyTONE)、Mospick
振付：
4. Romance (03:57)
作詞：Kako, Kushita Mine
作曲：Kako、Pop time、ONE.KI、Daily、Nmore
編曲：Daily、Nmore、Pop time
振付：

### 通常盤
CD
1. Tiger (03:05)
2. Comma, (03:07)
3. Forever Here (03:35)
4. Trigger (03:05)
5. Tiger 〜Instrumental〜 (03:05)
6. Forever Here ～Instrumental～ (03:35)

## チャート成績
オリコンチャート
- オリコンデイリーシングルランキング（2023年4月4日、4月5日、4月6日・4月8日・4月9日付）で1位。デビューから7作連続で1位[20]。

| 日付             | 順位 | 推定売上枚数 | 出典   |
| ---------------- | ---- | ------------ | ------ |
| 2023年04月04日付 | 1位  | 228,203枚    | [ 21 ] |
| 2023年04月05日付 | 1位  | 040,348枚    | [ 22 ] |
| 2023年04月06日付 | 1位  | 014,906枚    | [ 23 ] |
| 2023年04月07日付 | 2位  | 06,122枚     | [ 24 ] |
| 2023年04月08日付 | 1位  | 08,067枚     | [ 25 ] |
| 2023年04月09日付 | 1位  | 07,218枚     | [ 26 ] |

- オリコン週間シングルランキング（2023年4月17日付）で1位。初週売上は30.5万枚。JO1の同ランキングでの1位獲得は、2020年3月16日付のデビューシングル「PROTOSTAR（無限大）」から、7作連続・通算7作目。なお、デビュー（1st）シングルから7作連続の1位獲得は、日向坂46「僕なんか」以来10ヵ月ぶり、男性アーティストではKing & Prince「Magic Touch/Beating Hearts」以来1年11ヵ月ぶり。また、自身としては前作「MIDNIGHT SUN（SuperCali）」に続き、3作連続・通算4作目の初週売上30万枚超えを記録した[1]。

| 日付             | 順位 | 推定売上枚数 | 出典         |
| ---------------- | ---- | ------------ | ------------ |
| 2023年04月17日付 | 01位 | 304,864枚    | [ 1 ] [ 27 ] |
| 2023年04月24日付 | 08位 | 08,805枚     | [ 28 ]       |
| 2023年05月01日付 | 28位 | 01,342枚     | [ 29 ]       |
| 2023年05月08日付 | 46位 | 0,809枚      | [ 30 ]       |
| 2023年05月15日付 | 35位 | 0,798枚      | [ 31 ]       |

- オリコン週間合算シングルランキング（2023年4月17日付）で1位[3]。CDで304,864PT、デジタルシングル(単曲)で4,480PT、ストリーミングで19,436PTを獲得。

| 日付             | 順位  | 換算売上ポイント | 出典   |
| ---------------- | ----- | ---------------- | ------ |
| 2023年04月17日付 | 01位  | 328,780pt        | [ 3 ]  |
| 2023年04月24日付 | 099位 | 023,606pt        | [ 32 ] |
| 2023年05月01日付 | 38位  | 010,662pt        | [ 33 ] |
| 2024年05月08日付 | 39位  | 09,425pt         | [ 34 ] |

Billboard JAPAN
- Billboard JAPAN ストリーミング・ソング・チャート[注 1]で「Tiger」が最高30位。
- Billboard JAPAN 週間シングル・セールス・チャート[注 2]「Top Singles Sales」（2023年4月10日公開）で1位。初週売上枚数は416,473枚[35][4]。
- Billboard JAPAN 総合ソング・チャート「JAPAN HOT 100」で最高順位1位[6]。CDセールス・ラジオ・ダウンロードで1位を獲得したことによる。
- Billboard JAPANダウンロード・ソング・チャート“Download Songs”（集計期間：2023年4月3日～4月9日）では、リード曲『Tiger』が13,590ダウンロード（DL）を売り上げて首位を獲得[9]。

Billboard
- Hot Trending Songs Powered by Twitter（2023年4月15日付）でリード曲『Tiger』が13位[36]。

タワーレコード
- TOWER RECORDS ONLINE「J-POPシングル ウィークリーTOP30」（2023年4月3日付）で1位[37]。

YouTube
- YouTube動画再生数月間ランキング【音楽】（2023年3月度）では、リード曲『Tiger』のミュージックビデオが1241万再生で1位[38]。